# جيس روبنسون
جيس روبنسون (بالإنجليزية: Jess Robinson)‏ هي ممثلة بريطانية، ولدت في 1 فبراير 1983 في لندن في المملكة المتحدة.

## وصلات خارجية
- جيس روبنسون على موقع IMDb (الإنجليزية)
- جيس روبنسون على موقع قاعدة بيانات الفيلم (الإنجليزية)